# Essener Luftfahrtarchiv
Das Essener Luftfahrtarchiv wurde im Jahre 1999 durch Frank Radzicki gegründet.

## Entstehung
Das Archiv ist aus der „Sammlung Essener Luftfahrtgeschichte“ hervorgegangen, welche Radzicki zusammen mit einem ebenfalls luftfahrtgeschichtlich befassten Compagnon, Guido Rißmann-Ottow, seit etwa 1994 betrieb. Vorangegangen war ein seit Jugendzeiten gemeinsames Interesse an der Luftfahrtgeschichte, welches im Sammeln von Photos, Zeichnungen und dem Bau von maßstabsgetreuen Flugzeugmodellen (Plastmodellbau) zum Ausdruck kam. An die Öffentlichkeit ging die damalige Sammlung ab 1997 bei Photoausstellungen im Rahmen von publikumsrelevanten Veranstaltungen auf dem Verkehrslandeplatz Essen/Mülheim. Seinerzeit wurden historische Aufnahmen vom Flughafen Essen/Mülheim und der Luftfahrtgeschichte in der Region um die Stadt Essen der Öffentlichkeit präsentiert. Im September 1999 kam es wegen unterschiedlicher Ansichten über die geschichtliche Arbeit und Organisation der „Sammlung Essener Luftfahrtgeschichte“ zur Trennung. Frank Radzicki gründete das „Essener Luftfahrtarchiv“. Guido Rißmann-Ottow führte die Sammlung weiter und er benannte sie 2004 in „Archiv zur Geschichte der Luftfahrt im Ruhrgebiet“ um. Bereits im Jahre 2002 veröffentlichte Rißmann-Ottow ein eigenes, aufwendig recherchiertes Buch über die frühe Luftfahrt im Ruhrgebiet vor dem Hintergrund der bürgerlichen Sozialgeschichte, welches auf einer von ihm verfassten Dissertation mit dem Titel Bürgertum und Luftfahrt in Essen, fertiggestellt und eingereicht im Jahre 2001, unter der wissenschaftlichen Betreuung durch Wilfried Loth von der Universität Essen über dieses Thema basierte, also kein luftfahrtgeschichtliches Buch im eigentlichen Sinne, sondern eher in den Fachbereich Sozialwissenschaften einzuordnen. In diesem Buch sind keine Photographien aus der Frühzeit der Fliegerei im Ruhrgebiet enthalten, wohl aber Zeichnungen, Karten, Schaudiagramme und Skizzen.
Das „Essener Luftfahrtarchiv“ hat dagegen den Zweck, sämtliche das Gebiet der Stadt Essen und der Umgegend betreffende luftfahrthistorische Daten und Fakten zusammenzufassen. Ein Schwerpunkt liegt bei der Erfassung und Veröffentlichung von historischen Photographien, so dass das „Essener Luftfahrtarchiv“ auch als ein publizistisches Archiv anzusehen ist. Geschichtliche Ereignisse, soweit diese die regionale Luftfahrtgeschichte betreffen, werden sachlich und objektiv dokumentiert und gegebenenfalls auch publiziert, also frei von jeder politischen Einflussnahme und Aussage. Eine Veröffentlichung des „Essener Luftfahrtarchivs“ ist ein im März 2005 anlässlich des achtzigsten Flughafenjubiläums erschienener Bildband über den Flughafen Essen/Mülheim mit zahlreichen historischen Photos. Ein weiterer Band mit historischen Photos zur frühen Luftfahrtgeschichte im Ruhrgebiet ist im Juni 2006 erschienen. Hierbei liegt der Schwerpunkt auf den Anfängen der Luftfahrt im rheinisch-westfälischen Industriegebiet (Ruhrgebiet) von 1906 bis in die 1930er Jahre hinein. Das Essener Luftfahrtarchiv gehört wie auch das Archiv zur Geschichte der Luftfahrt im Ruhrgebiet der im Jahre 1991 gegründeten Arbeitsgemeinschaft Essener Geschichtsinitiativen an.
Der Hauptteil des Bestandes an Photos, Fachliteratur sowie weiteren Unterlagen und Dokumenten stammt aus dem Nachlass des Heimathistorikers Hugo Rieth (1922–2006).

## Bestände
- Photosammlung zur historischen Ballonfahrt in Essen bis in die Gegenwart
- Photosammlung zur historischen Luftschifffahrt in Essen und im Ruhrgebiet
- Photosammlung zu ersten Flugversuchen (Gleitflug) in Essen
- Photosammlung zum ersten Flugapparat in Essen sowie gleichzeitige Projekte
- Photosammlung zum Flugplatz Gelsenkirchen-Essen-Rotthausen von 1912 bis 1930
- Photosammlung zu den Kondor Flugzeugwerken auf dem Flugplatz Gelsenkirchen-Essen-Rotthausen (1912–1920)
- Photosammlung zum Flugplatz Wanne-Herten von 1912 bis 1916
- Einzelphotos zum Flugplatz Oberhausen-Holten (1909)
- Einzelphotos zum Flugplatz Duisburg-Neuenkamp
- Einzelphotos zum Wasserflughafen Duisburg (1927)
- Einzelphotos zum Flughafen Krefeld
- Einzelphotos zum Flughafen Dortmund-Brackel und zum Fredenbaum
- Einzelphotos zum Flugplatz Gelsenkirchen-Buer (Berger Feld)
- Einzelphotos zum Flughafen Düsseldorf
- Photosammlung zum Flughafen Essen/Mülheim
- Photosammlung zum Arbeitserziehungslager Essen/Mülheim (u. a. Fremdarbeiter bei Ausbauarbeiten)
- Photosammlung zur Firma WDL (Westdeutsche Luftwerbung)
- Photosammlung zum Motorflugsport im Ruhrgebiet (Schwerpunkt Essen)
- Photosammlung zum Segelflugsport im Ruhrgebiet (Schwerpunkt: Die Jahre 1930 bis 1975)
- Bestand Hermann Havertz (Hubschrauberkonstrukteur)
- Bestand Segelflugexpedition nach Island 1938
- Akten zum Flughafen Essen/Mülheim aus den Jahren 1934 bis 1944 sowie von 1946 bis 1955 (Originalakten/Schriftwechsel/Bilanzen)
- Akten mit Presseberichten, Denkschriften, zeitgenössischen Veröffentlichungen und Dokumenten zum Flughafen Essen/Mülheim
- Aktenbestand zur Aktivität der Arbeitsgemeinschaft Flughafen und Ökologie Essen/Mülheim e. V.
- Aktenbestand zu Flughäfen aus der näheren Umgegend Essens, unter anderem auch Broschüren etc.
- Texte, offizielle wie unveröffentlichte Manuskripte zur Geschichte der Luftfahrtvereine im Ruhrgebiet
- Festschriften zu Veranstaltungen auf dem Flugplatz Essen-Gelsenkirchen-Rotthausen
- Festschriften zu Veranstaltungen auf dem Flughafen Essen/Mülheim
- Festschriften zu Vereinsjubiläen der Luftfahrtvereine aus Essen, Mülheim/Ruhr, Velbert und Düsseldorf
- Informationsbroschüren zur Luftfahrtentwicklung in Nordrhein-Westfalen von 1955 bis 1975 (Flughafenplanungen)
- Artikel aus der Tagespresse
- Artikel aus der Fachpresse

### Unterbestand Deutsche Luftfahrt
- Aktenbestände zu in Deutschland verwendeten Flugzeugen, zivil und militärisch (einschließlich Typenakten)
- Fachliteratur/Luftfahrtbibliothek zur Deutschen Luftfahrt aus allen Epochen (zeitgenössische wie aktuelle Veröffentlichungen)
- Fachliteratur zur internationalen Luftfahrt (auch antiquarische Titel)
- Photosammlung von in Deutschland verwendeten Luftfahrzeugen (Bestand Bildarchiv der Deutschen Lufthansa; Interflug und Deutsche Lufthansa der DDR; Bildarchiv Pawlas; Militärhistorisches Museum Dresden; Privatsammlungen und eigene Bildbestände des Essener Luftfahrtarchivs)

## Veröffentlichungen des Essener Luftfahrtarchiv
- Frank Radzicki: 80 Jahre Flughafen Essen/Mülheim. Sutton-Verlag, Erfurt 2005, ISBN 3-89702-809-3
- Frank Radzicki: Der Traum vom Fliegen im Ruhrgebiet. Sutton-Verlag Erfurt 2006, ISBN 3-89702-995-2
- Artikel im Fliegerblatt (vormals Jägerblatt): vor 90 Jahren – Flugzeugunglück bei Heisingen/Ruhr und ein Fliegerdenkmal gestern und heute, Heft 2/2008, Köln (ISSN 0021-3896)
- Veröffentlichungen in den Informationen der Arbeitsgemeinschaft Essener Geschichtsinitiativen, Erscheinungsort Essen, auch einsehbar über www.ag-essener-geschichtsinitiativen.de

## Frühere Veröffentlichungen von Frank Radzicki
In den frühen 1990er Jahren veröffentlichte Frank Radzicki einige Artikel in Luftfahrt- und Modellbaufachzeitschriften.
- Tarnfarben der ehemaligen DDR-Luftwaffe

(Zeitschrift Flugzeug, Illertissen, Heft 3/1991)
- Der vergessene Jet – Das erste deutsche Düsenverkehrsflugzeug

(Zeitschrift Flugzeug, Illertissen Heft 1/1992)
- Fast vergessen – Lufthansa-Modellbaukästen

(Zeitschrift Modellbau heute, Berlin, Heft 3/1992)
- Lufthansamodelle – Bausätze der DLH im Überblick

(Zeitschrift Modellbau heute, Berlin, Heft 6/1993)

## Veröffentlichungen des Archiv zur Geschichte der Luftfahrt im Ruhrgebiet / vormals Sammlung Essener Luftfahrtgeschichte
Autor: Guido Rißmann-Ottow
- Das Ende einer heißen Saison

(Mitarbeiterzeitschrift der Stadtwerke Essen, Heft 4/1995)
- Vom Sturzacker zum Weltflughafen.Essener Luftfahrtplanungen 1909–1925 (Ausstellungskatalog – Visionen für das Ruhrgebiet), Verlag Peter Pomp, Bottrop 2000
- Kampfflugzeuge und Piloten für das Vaterland. Die Kondor-Flugzeugwerke GmbH

(Zeitschrift Industrie-Kultur, Essen, Heft 4/2000)
- Glück ab! – Frühe Luftfahrt im Revier, Klartext-Verlag, Essen 2002, ISBN 3-89861-025-X
- Glück ab! – Frühe Luftfahrt im Revier, Eigendruck und Verlag, Essen 2005

(Ausstellungsdokumentation/Planung und Durchführung der Ausstellung im Blücherturm, Essen-Rellinghausen vom 19. Juni bis 22. August 2004)
- Veröffentlichungen in den Informationen der Arbeitsgemeinschaft Essener Geschichtsinitiativen, Erscheinungsort Essen, auch einsehbar unter www.ag-essener-geschichtsinitiativen.de

## Sonstige Veröffentlichungen zur Essener Luftfahrtgeschichte
- Zeitschrift Deutsche Flughäfen: Essen/Mülheim im Luftverkehr, Berlin 1934
- Albert Heinz: Entstehung und Bedeutung des Flughafens Essen/Mülheim, in Essener Heimatkalender 1939
- Albert Meurer: Das Ruhrgebiet im Luftverkehr, in: Die Heimatstadt Essen, 1956
- Norbert Brugger: Ballonfahrt in Essen, in: Die Heimatstadt Essen, 1962/63
- Hugo Rieth: Soweit der Wind uns trägt, in: Die Heimatstadt Essen, 1973
- Hugo Rieth: Die Kondor Flugzeugwerke 1912–1918, in: Die Heimatstadt Essen, 1975
- Hugo Rieth: Ein Ballonaufstieg in Essen im Jahre 1874, in: Die Heimatstadt Essen, 1977
- Hugo Rieth: 1909 – Zeppelinbegeisterung in Essen, in: Die Heimatstadt Essen, 1979
- Hugo Rieth: Der Wind bestimmt die Richtung, in: Jahrbuch Essen, 1988
- Walter Rieken: Vor 75Jahren-Flugplatzeröffnung am Rande von Essen, in: Jahrbuch Essen, 1988
- Karlheinz Rabas: Flugplatz Rotthausen, in: Und das ist unsere Geschichte – Gelsenkirchener Lesebuch, Oberhausen 1984 (5. Auflage: 1995 ISBN 3-921541-29-8)
- Ernst August Schröder: 70 Jahre Luftfahrt in Essen, in: Das Münster am Hellweg, Heft 1, Essen 1973
- Ernst August Schröder: Von den Wehen in der Geburtsstunde des Luftverkehrs, in: Beiträge zur Geschichte von Stadt und Stift Essen, Band 104, Essen 1992
- Winfried und Walter Suwelack: Josef Suwelack und der Traum vom Fliegen, Warendorf 1988 (ISBN 3-927368-00-8) / Erweiterte Neuauflage durch Rainer A. Krewerth (Hrsg.) unter dem Titel Ein westfälisches Fliegerleben, Münster 2001 (ISBN 3-402-05816-2)
- Rolf Schneider: Luftpost Essen, Essen 1990 (2. erw. Auflage, EA 1980)
- Luftfahrtverein Essen (Hrsg.): Festschrift 90 Jahre Luftfahrt in Essen, Essen 1992
- Luftfahrtverein Essen(Hrsg.): Festschrift 100 Jahre Ballonfahrt in Essen, Essen 2002
- Raimund Dreker: Ballonfahrer-Erlebnisse, Essen 2004
- Reiner Eismann: 80 Jahre Flughafen Essen/Mülheim, in: Jahrbuch Mülheim an der Ruhr, Mülheim an der Ruhr 2005
- Jürgen Lohbeck: Seide Sender Segelflug, Velbert 2014 (ISBN 978-3-9816362-1-5)

Über weitere Veröffentlichungen zur Essener Luftfahrt gibt die Essener Bibliographie Auskunft, welche jährlich überarbeitet und aktualisiert wird.